# Trichoplusia telaugea
Trichoplusia telaugea är en fjärilsart som beskrevs av Claude Dufay 1972. Trichoplusia telaugea ingår i släktet Trichoplusia och familjen nattflyn. Inga underarter finns listade i Catalogue of Life.